# Hrabstwo Pulaski (Georgia)

Piramida wieku hrabstwa

Hrabstwo Pulaski (ang. Pulaski County) – hrabstwo w stanie Georgia w Stanach Zjednoczonych. Nazwane na cześć Kazimierza Pułaskiego, bohatera wojny o niepodległość Stanów Zjednoczonych. Jego siedzibą administracyjną jest Hawkinsville.

## Geografia
Według spisu z 2000 obszar całkowity hrabstwa obejmuje powierzchnię 249,89 mil2 (647,21 km²), z czego 247,42 mil2 (640,81 km²) stanowią lądy, a 2,47 mil2 (6,4 km²) stanowią wody.

### Sąsiednie hrabstwa
- Hrabstwo Bleckley (północny wschód)
- Hrabstwo Dodge (wschód)
- Hrabstwo Wilcox (południe)
- Hrabstwo Dooly (zachód)
- Hrabstwo Houston (północny zachód)

## Demografia
Według spisu z 2020 roku liczy 9855 mieszkańców, co oznacza spadek o 17,9% w porównaniu z poprzednim spisem z roku 2010. Według danych pięcioletnich z 2021 roku 64,6% to biali (61,3% nie licząc Latynosów), 31,6% czarnoskórzy lub Afroamerykanie, 1,9% miało rasę mieszaną, 1,2% Azjaci i 0,6% to rdzenna ludność Ameryki. Latynosi stanowili 4,4% populacji hrabstwa.

## Polityka
Hrabstwo jest przeważająco republikańskie, gdzie w wyborach prezydenckich w 2020 roku, 69% głosów otrzymał Donald Trump i 30,1% przypadło dla Joe Bidena.